# Трушкин, Василий Фёдорович
Василий Фёдорович Трушкин (12 апреля 1915 — 23 ноября 1981) — советский лётчик штурмовой авиации Военно-морского флота во время советско-японской войны, Герой Советского Союза (14.09.1945). Генерал-майор авиации (9.05.1961).

## Биография
Родился 12 апреля 1915 года в селе Заулье ныне Севского района Брянской области в крестьянской семье. В 1927 году окончил сельскую школу и три года работал в колхозе. В 1930 году уехал в город Енакиево в Донбассе. Там в 1933 году окончил горнопромышленный техникум и работал на шахте № 1-2 «Красный Октябрь» города Енакиево электрослесарем. Без отрыва от производства успешно окончил аэроклуб в 1935 году.
В феврале 1937 года был призван на срочную службу в ВМФ СССР, служил в 106-й авиационной бригаде на Черноморском флоте. На следующий год направлен в лётное училище. В 1940 году окончил Ейское военно-морское авиационное училище. По окончании училища проходил службу в авиации Тихоокеанского флота младшим лётчиком и пилотом в 57-й отдельной авиационной эскадрилье, пилотом в 12-м в разведывательном авиационном полку. Здесь встретил начало Великой Отечественной войны. С ноября 1943 года служил в 26-м штурмовом авиационном полку сначала заместителем командира эскадрильи, а затем стал и командиром эскадрильи, там освоил новую технику — штурмовик «Ил-2». В 1943 году вступил в ВКП(б).  
Командир эскадрильи 26-го штурмового авиационного полка 12-й штурмовой авиационной дивизии ВВС Тихоокеанского флота старший лейтенант Василий Трушкин проявил героизм во время советско-японской войны в августе 1945 года.
Во время первого боевого вылета на северокорейский порт Расин старший лейтенант Василий Трушкин был ведущим шестёрки штурмовиков «Ил-2». Его самолёт был повреждён огнём зенитной артиллерии, но пилот продолжил выполнение боевого задания и сделал ещё один заход, потопив транспорт стоящий у пирса. За несколько дней боёв старший лейтенант Трушкин совершил 4 боевых вылета на штурмовку военных объектов противника. Лично потопил 2 транспорта противника. В составе группы разрушил южный пирс порта Расин. Он умело организовал боевую деятельность эскадрильи, которая показала высокую выучку в бою. На её счету 3 потопленных транспорта, взорванные цистерны с горючим, 3 уничтоженных железнодорожных эшелона. 13 августа 1945 года старший лейтенант Трушкин награждён орденом Красного Знамени.
Указом Президиума Верховного Совета СССР от 14 сентября 1945 года «за образцовое выполнение заданий командования на фронте борьбы с японскими милитаристами и проявленные при этом отвагу и геройство» старшему лейтенанту Трушкину Василию Фёдоровичу присвоено звание Героя Советского Союза с вручением ордена Ленина и медали «Золотая Звезда».
После войны продолжал службу в Военно-Морском флоте. В 1948 году окончил Высшие офицерские курсы авиации ВМС, в 1955 году — академические курсы при Военно-морской академии имени К. Е. Ворошилова. Много лет служил на Тихоокеанском флоте, где командовал 69-м и 66-м минно-торпедными авиационными полками, затем был заместителем командира по лётной подготовке 3-й минно-торпедной авиационной дивизии. С декабря 1958 года — заместитель командира и командир 143-й минно-торпедной авиационной дивизии дальнего действия ВВС ТОФ. С октября 1964 года — заместитель командующего авиацией Тихоокеанского флота. С января 1967 года генерал-майор авиации В. Ф. Трушкин — в запасе. 
Жил в городе Пушкин Ленинградской области. Скончался 23 ноября 1981 года. Похоронен на Казанском кладбище города Пушкина.

## Награды
- Медаль «Золотая Звезда» Героя Советского Союза (14.09.1945);
- орден Ленина (14.09.1945);
- орден Красного Знамени (13.08.1945);
- два ордена Красной Звезды (13.06.1952, 4.06.1955);
- медаль «За боевые заслуги» (30.04.1947);
- медали СССР;
- медаль «За освобождение Кореи» (КНДР, 1948).

## Память
- В Енакиево Донецкой  области на главной площади 9 мая 2012 года  открыт памятник землякам — Героям Советского Союза: имя Героя увековечено там на гранитной памятной стеле.
- В Енакиево имя В. Трушкина также увековечено на Памятнике героям-лётчикам - выпускникам Енакиевского аэроклуба.
- В городе Пушкине на Октябрьском бульваре в мае 2005 года открыт памятный знак в честь пушкинцев - Героев Советского Союза, участников Великой Отечественной войны. На памятнике высечено в числе прочих имя В. Трушкина.
- Его именем в 2003 году назван российский дальний сверхзвуковой ракетоносец-бомбардировщик Ту-22М3 7061йй гвардейской авиабазы морской авиации Тихоокеанского флота (аэродром Каменный Ручей)[6].